# Cyma
Cyma SA es un fabricante suizo de relojes de lujo, fundado por los hermanos Joseph y Theodore Schwob en 1862. En 1908, Cyma ya promocionaba la resistencia de sus relojes cuando se exponían a la electricidad, al magnetismo y a distintas temperaturas. La empresa es actualmente propiedad del holding Stelux International, Ltd., una sociedad de cartera con sede en Hong Kong que invierte principalmente en joyería fina y relojes, y está supervisada por otro miembro de la Fédération de L'industrie Horlogère Suisse, Universal Genève.

## Historia

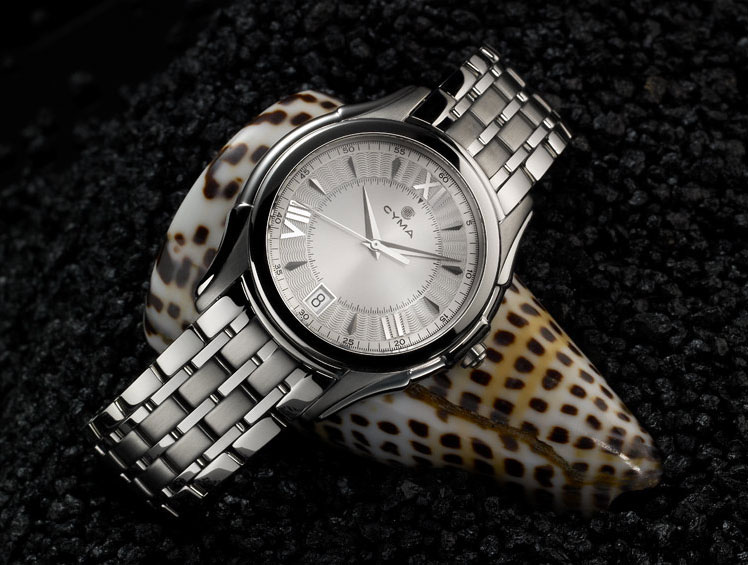
Reloj Cyma 1940

Los hermanos Schwob bautizaron en 1862 a su empresa con el nombre de cyma, una palabra latina que significa "brote" y que es el origen del francés cime ("cumbre"). En sus primeros años, la empresa contaba con una plantilla de 40 personas y 55 máquinas que, en conjunto, producían unos 40 relojes al día. Sin embargo, no fue hasta 1892, cuando los hermanos se asociaron con Frédéric Henri Sandoz, el propietario de la empresa mayorista de relojes, "Henri Sandoz et Cie", cuando el negocio se expandió. Bajo el liderazgo de Sandoz, la empresa se convirtió en Cyma Watch Company y construyó la fábrica Cyma en La Chaux-de-Fonds, Suiza, en el Macizo del Jura, cerca de Le Locle. Ambas ciudades habían sido el centro de la industria de fabricación de relojes suizos durante el siglo XIX.
En 1959, la marca fue adquirida por el grupo Heuroplan, uniéndose a Movado, Eska y Nappey.
La empresa está ubicada actualmente en Le Locle y está gestionada provincialmente por Claude y Françoise Guilgot. El 9 de septiembre de 2010, Cyma SA y E-Watch organizaron un evento en Yverdon para lanzar su nueva colección de marca, Myriad.

## Precio y valor
Los relojes Cyma de la década de 1950 se vendían al por menor entre aproximadamente 400 y 25.000 dólares (cifras ajustadas a la inflación de 2010).